# CV-102
La carretera CV-102 o carretera Vinaroz - Ulldecona (en catalán y oficialmente Vinaròs - Ulldecona) es un enlace desde la CV-11 hasta el LP de Tarragona y el municipio de Ulldecona.

## Nomenclatura

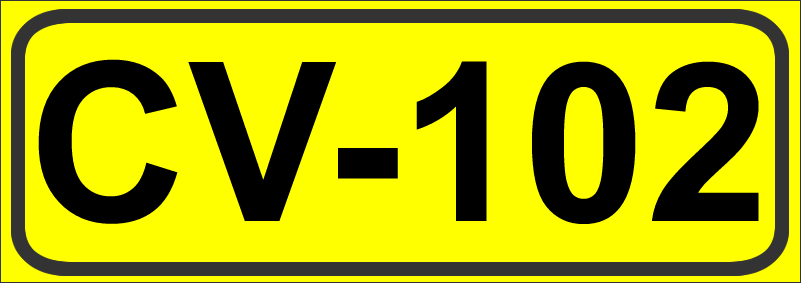
Indicador

La CV-102 pertenece a la red de carreteras locales de la Generalidad Valenciana. Su nombre viene de la CV (que indica que es una carretera autonómica de la Comunidad Valenciana) y el 102, es el número que recibe dicha carretera, según el orden de nomenclaturas locales de las carreteras de la Comunidad Valenciana.

## Historia
La carretera CV-102 es la nueva denominación que ha tomado el último tramo de la antigua carretera N-238 Vinaroz - Ulldecona, perteneciente al Ministerio de Fomento que ha sido transferida a la Generalidad Valenciana.

## Futuro de la CV-102
No existen proyectos a la vista